# Оддвар, Аугуст
Аугуст Мартиниус Оддвар (норв. August Oddvar; 1 августа 1877, Кристиания, Норвегия — 17 марта 1964, Осло) — норвежский театральный актёр. Один из самых выдающихся и самобытных актёров в истории норвежского театра.

## Биография
Родился в семье торговца углём.

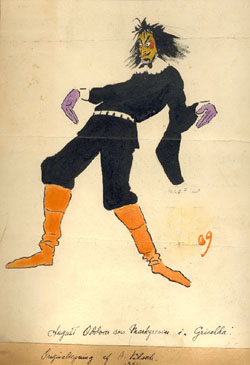
А. Оддвар в роли маркграфа Ульриха в постановке Национального театра «Гризельда». 1909

В юности увлёкся театром и поступил в театральную школу. Дебютировал в сентябре 1899 года в Норвежском национальном театре, на сцене которого играл всю жизнь.
Выработал особый стиль игры, который стал для него характерным, отличающийся величием, интенсивностью, воображением и пафосом с его сильной сценической личностью. Он искал не реалистичные детали, а стиль игры, идущий в сторону стилизации и монументальности. Стиль Оддвара, который, в том числе был охарактеризован как «неоромантический», не представлял собой преднамеренного бунта против реализма.
Обладал природным талантом. Исполнял широкий диапазон ролей в репертуаре как в новой, так и в классической, норвежской и зарубежной драматургии. Наибольший успех имел в ролях пьес Г. Ибсена.

## Избранные роли
- Ирод («Идеалист» Кая Мунка)
- Цезарь («Цезарь и Клеопатра» Бернарда Шоу)
- Олоферн («Юдифь» К. Хеббеля
- Тайный советник («Перед закатом солнца» Герхарда Гауптмана)
- Епископ Хелмер («Господь и его слуги» А. Хьелланна) и др.

## Награды
- Орден Святого Олафа (1939, 1956)
- Орден Исландского сокола
- Премия Ассоциации норвежских критиков (1952)

Похоронен на Спасском кладбище в Осло.